# Leichhardt-Fälle

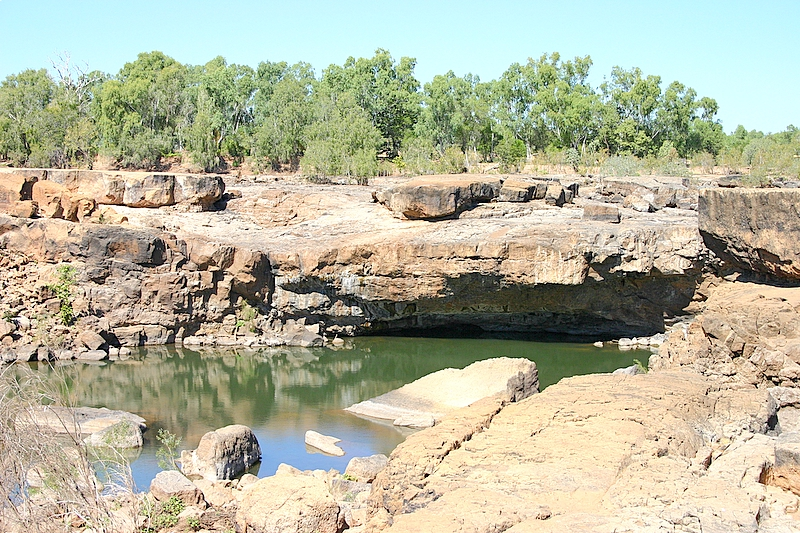
Leichhardt-Fälle

Die Leichhardt-Fälle Koordinaten: 18° 13′ 17″ S, 139° 52′ 37″ O sind Wasserfälle im Nordwesten des australischen Bundesstaates Queensland. Sie liegen im Verlauf des Leichhardt River, etwa 50 km oberhalb der Mündung und 77 Straßenkilometer südöstlich von Burketown.
Oberhalb der Leichhardt-Fälle kreuzt der Savannah Way zwischen Burketown und Normanton den Fluss. In der Nähe, am westlichen Flussufer,  liegt die Siedlung New Amraynald.
Die Wasserfälle sind nicht besonders hoch, aber wegen ihrer Breite und ihrer vielen Stufen bedeutsam. Wie der Fluss, sind sie nach dem deutsch-australischen Entdecker Ludwig Leichhardt (1813–1848) benannt.